# Breuil-le-Sec
Breuil-le-Sec é uma comuna francesa na região administrativa de Altos da França, no departamento de Oise. Estende-se por uma área de 8.89 km². Em 2010 a comuna tinha 2 701 habitantes (densidade: 303,8 hab./km²).